# Linguística histórica
Linguística histórica (ou linguística diacrônica) é a disciplina linguística que estuda o desenvolvimento histórico de uma língua — como ela surgiu, quais línguas influenciaram sua estrutura e uso, as mudanças que sofreu ao longo do tempo e o porquê dessas mudanças, etc. Como tal, a linguística histórica ocupa um lugar destacado no estudo da evolução diacrônica das línguas e a sua relação ou parentesco genético. Ao mesmo tempo, a Linguística Histórica se preocupa com a reconstrução de línguas antigas, mortas ou extintas. Nesse aspecto, ela pode se confundir com a Filologia.
Segundo Souza (2006) a linguística histórica surgiu no século XIX diante de um enorme corpo genético construído na Europa sobre suas origens comuns e seu desenvolvimento histórico particular de diversos idiomas.
Os resultados da linguística histórica podem ser comparados frequentemente aos de outras disciplinas como a história, a arqueologia ou a genética. Nos estudos interdisciplinares deste tipo pretende-se reconstruir a cronologia relativa a contatos entre povos, rotas de expansão e influências culturais mútuas.
O nome linguística comparada, ou gramática comparada, refere-se especificamente a uma das técnicas principais da antiga linguística histórica sincrônica.

## Definição do termo
Saussure indica os dois eixos que "todas as ciências deveriam ter interesse em assinalar":
- 1º O eixo das simultaneidades, concernente às relações entre coisas coexistentes, de onde toda intervenção do tempo se exclui, e
- 2º O eixo das sucessões, sobre os quais não se pode considerar mais do que uma coisa por vez, mas onde estão situadas todas as coisas do primeiro eixo com suas respectivas transformações."[3]

Segundo o autor, é sincrônico "tudo quanto se relacione com o aspecto estático da nossa ciência; diacrônico tudo que diz respeito às evoluções. Sincronia designa, portanto, "um estado da língua". Diacronia designa "uma fase de evolução". Portanto, "a linguística diacrônica estuda, não mais as relações entre os termos coexistentes de um estado de língua, mas entre termos sucessivos que se substituem uns aos outros no tempo".
Outra definição parecida para os estudos diacrônicos é a de Carlos Alberto Faraco, que define diacronia como "o estudo da história das línguas": "Se estudamos as mudanças da língua no tempo (comparando, por exemplo, o português do século XIII com o do século XVI e com o do século XX), estamos fazendo um estudo diacrônico”.
Apesar de ambas as definições serem semelhantes, as pesquisas na área da linguística diacrônica não possuem a homogeneidade que teoricamente deveriam ter. Há, por exemplo, aspectos conflitantes em duas análises sobre o problema da relação entre os termos pecu e pecúnia. Esses termos aparecem em três grandes dialetos: no indo-iraniano, no germânico e no itálico, e são alvos de dois estudos (Vocabulário das Instituições Indo-Européias (capítulos 3 e 4) de Émile Benveniste, e Ensaio de Semântica, de Michel Bréal) cujas conclusões não são convergentes .

## Histórico
A linguística histórica foi o primeiro ramo da linguística a ser estabelecido em bases sólidas pela pesquisa universitária. Na historiografia linguística de língua inglesa, aponta-se tradicionalmente como data de fundação dessa disciplina o ano de 1786, quando o linguista amador Sir William Jones, fez sua famosa proposta em que se apontava a origem comum do grego, do latim e do sânscrito, e portanto a existência da família linguística das línguas indo-européias, todas descendentes de um único antepassado comum.
A linguística histórica desenvolveu-se com vigor durante todo o século XIX, graças sobretudo a linguistas que eram alemães de origem, ou haviam recebido sua formação na Alemanha. A área a que se deu mais atenção foi a linguística comparativa, que se interessava por decidir que línguas tinham uma origem comum (e portanto, que famílias linguísticas existem), por estabelecer mediante um trabalho de reconstrução as propriedades das línguas não documentadas (protolínguas) e por identificar as várias mudanças que levaram cada uma das línguas antepassadas a fragmentar-se em várias línguas filhas diferentes. 
Na última parte do século XIX, um certo número de jovens linguistas decidiram que dispunham de evidência suficiente para declarar que a mudança fônica é invariavelmente regular – isto é, que um determinado som, em um determinado ambiente numa determinada língua sempre muda da mesma forma, sem exceções. É a chamada hipótese neogramática, que acabou constituindo a ortodoxia na área da linguística histórica nos cem anos seguintes, e que se revelou muito proveitosa.
No século XX, e especialmente nos últimos anos, houve uma explosão de interesses que levou a considerar os mais diferentes aspectos da mudança linguística. Em particular, os linguistas passaram a pesquisar com afinco os princípios que regem a mudança linguística: o que torna algumas mudanças mais prováveis do que outras? Ficou demonstrado que é possível estudar mudanças que estão em andamento nas línguas contemporâneas, inclusive o inglês, e esses estudos permitiram levantar toda uma série de fenômenos surpreendentes, muitos dos quais são claramente incompatíveis com a hipótese neogramática. Um ponto chave foi a descoberta de que existe um nexo fundamental entre variação e mudança. A linguística histórica voltou a ser, de novo, uma das áreas mais vivas de toda a linguística.

## Análise
Émile Benveniste critica o raciocínio utilizado pelos comparatistas, do qual compartilha Michel Bréal. O método comparatista, segundo Faraco, tem como ponto de partida a publicação, em 1808, de um texto de autoria de Friedrich Schlegel sobre a língua e a sabedoria dos hindus. Nele, o autor estabelece a tese de parentesco (principalmente entre as estruturas gramaticais) entre o sânscrito, o latim, o grego, o germânico e o persa. Mas foi somente com Franz Bopp que esse parentesco foi empiricamente revelado, e o método comparatista efetivamente criado. Foi ainda através deste mesmo método que os linguistas ditos comparatistas, gramáticos e o neogramáticos fizeram a reconstituição hipotética de várias línguas, entre elas o indo-europeu.
Essa abordagem comparatista propõe que o termo pecúnia, no latim, designava então a riqueza em gado; pecu designava gado e peculium, a parte do gado deixada aos escravos. Num processo entendido pelos etimologistas como "ampliação de sentido", o termo pecúnia passou então a designar toda espécie de riqueza. Michel Bréal diz que esse processo é um lento deslocamento de sentido, sendo necessária para sua observação uma profunda análise histórica, e, apesar de julgá-lo como um fenômeno de ocorrência "normal", deveria ocorrer entre povos cuja vida e pensamento são "intensos e ativos".
Benveniste não chega a citar a análise elaborada por Bréal (para contrapor um exemplo, ele prefere o nome de Antoine Meillet), nem mesmo duvida da relação formal entre os três termos em discussão (pecu, pecúnia e peculium); ele apenas aponta um outro viés na forma de entendê-la.
A análise proposta por Emile Benveniste situa-se dentro do paradigma estruturalista. O Estruturalismo, segundo Faraco, pode ser definido como:
"Um conjunto de diferentes elaborações teóricas, que compartilham uma concepção imanentista da linguagem verbal (isto é, a linguagem assumida como um objeto autônomo, definido por relações puramente linguísticas, internas), concepção essa cujas coordenadas básicas encontram suas origens próximas no trabalho de Saussure, no início do século XX" (Faraco op. cit., p. 98).
O estruturalismo foi permeando várias outras ciências e seu método foi dando vários frutos. Um dos maiores expoentes do estruturalismo foi, sem dúvida, o antropólogo francês Claude Lévi-Strauss. O método estruturalista consiste em se desmontar o objeto recortado e remontá-lo, visando  entender suas relação internas, as leis ou regras que regem a sua constituição e o seu funcionamento. Assim sendo, temos na linguística as grandes dicotomias saussurianas, que servem, antes de tudo, para delimitar corretamente o objeto e abordá-lo sob essa perspectiva, desmontando-o entre essas dicotomias e posteriormente montando-o mais uma vez. Segundo Borba (1972) mesmo que a sincronia e a diacronia tenham pontos de vista diferentes eles não se opõem ao estruturalismo, mostrando que há mudanças no sistema não de forma isoladas. Assim faz com que a linguística histórica estabeleça uma comparação de estados sucessivos previamente descritos, dando ao estado diacrônico uma base mais sólida e uma melhor compreensão de conjunto, possibilitando uma visão de conjunto melhor. Fazendo uso desse cabedal conceitual, Émile Benveniste analisa separadamente os termos que derivaram de pecu, apresentando primeiramente o termo pecunia, e em seguida uma análise do termo peculium:
1. Pecunia: Benveniste afirma que se o derivado pecunia significa exclusivamente fortuna, dinheiro, é porque o termo de base pecu se remete somente a um valor econômico, e significa "posse móvel". Somente desta forma é que pecúnia adquire um sentido constante na história. O autor diz ainda que a errônea interpretação desses termos deve-se às noções inexatas que foram transpostas pelos primeiros latinos e, posteriormente, à "ingênua tradução" de pecunia como "riqueza em gado", feita pelos modernos.
2. Peculium: A análise de Benveniste para o termo peculium é análoga à anterior, contudo, este termo encontra-se mais distante de pecu do que o termo pecunia. Sabe-se que peculium designa a posse concedida aos escravos. Porém, a noção de posse está restrita a bens móveis(geralmente dinheiro e carneiros). Benveniste diz ainda, que "não nos  cabe [aos lingüistas] indagar por que 'peculium' se remete às economias do escravo e 'pecúnia' à fortuna do senhor; este é um problema da história das instituições, e não da forma linguística. O autor deixa bem claro aqui o seu recorte do objeto, retirando de seus estudos o que se refere à história das instituições e restringindo-se aos estudos lingüísticos.

Enquanto Michel Bréal aponta a profunda importância da história das instituições para os estudos da linguística diacrônica, Benveniste indica o caminho contrário. A posição de Bréal já é explicitada logo na introdução do capítulo XI de seu Ensaio de Semântica, quando ele diz:
"Causas da ampliação de sentido. Os fatos de ampliação de sentido são igualmente informações para história. Eles são uma consequência do progresso do pensamento".
Sua forma de análise diacrônica já se distingue em relação a Benveniste quando conclui que pecu significa "posse móvel pessoal", e que o fato de tal posse ser "representada pelo gado, seria um outro dado, que diz respeito à estrutura social e às formas de produção. Desta forma 'pecu' designaria inicialmente a posse móvel. Esse, por razões que não cabem à linguística serem estudadas, é freqüentemente aplicado à posse de gado; e posteriormente à espécie de gado predominante, o carneiro".